# Diecezja św. Franciszka z Asyżu w Jutiapa
Diecezja św. Franciszka z Asyżu w Jutiapa (łac. Dioecesis Santi Francisci Assisien(sis) de Iutiapa) – diecezja rzymskokatolicka w Gwatemali. Powstała w 2016  z terenu diecezji Jalapa.

## Lista ordynariuszy
- Antonio Calderón Cruz (od 2016)